# Metalepis
Metalepis es un género de plantas fanerógamas de la familia Apocynaceae. Contiene siete especies. Es originario de América tropical.

## Descripción
Son lianas que alcanzan los 5-20 m  de altura. Las hojas son herbáceas de 10-31 cm de largo y 5-23 cm de ancho, ovadas, basalmente profundamente cordadas,el ápice agudo o acuminado, adaxial como abaxialmente glabras [M. cubensis (A. Rich.) Griseb.],  o puberulosa o aterciopelada, con 4-14 coléteres en la base de las hojas.
Las inflorescencias son axilares o extra-axilares, a veces en pares, más cortas o más largas que las hojas adyacentes, con 8 a muchas flores abiertas de forma simultánea.

## Distribución y hábitat
Se encuentra en las Antillas: Cuba, Tobago; América Central: México, Panamá; América del Sur: Brasil, Colombia, Ecuador, Guyana Francesa, Perú y Venezuela en los bosques de tierras bajas a 900 metros de altitud.

## Especies
- Metalepis albiflora Urb.
- Metalepis brasiliensis Morillo
- Metalepis cubensis Griseb.
- Metalepis gentryi Morillo
- Metalepis haughtii (Woodson) Morillo
- Metalepis peraffinis (Woodson) Morillo
- Metalepis prevostiae Morillo